# Groupe d'Organisation Nationale de la Guadeloupe
El Groupe d'Organisation Nationale de la Guadeloupe (GONG) és un partit polític de l'illa de Guadeloupe creat el 23 de juny el 1963 per membres de l'Association Générale des Etudiants Guadeloupéens (AGEG) a París, amb l'objectiu d'edificar a Guadalupe un estat sobirà i format per obrers i estudiants negres per denunciar la col·laboració del Partit Comunista Guadalupeny amb les autoritats locals.
El seu militar Jacques Nestor fou mort en unes manifestacions del 27 de maig 1967 a Pointe-à-Pitre després d'una manifestació d'obrers de la construcció on la policia disparà contra els manifestants.
Després d'uns anys de gran agitació, el grup s'apaivagà a finals dels setanta. El 1977 antics militants del grup fundaren el nou partit Union Populaire pour la Liberation de Guadeloupe (UPLG), més activista.